# Sébastien Michaëlis
Sébastien Michaëlis (fl. XVI-XVII secolo) è stato un inquisitore francese, priore dell'ordine domenicano, vissuto tra la fine del XVI e l'inizio del XVII secolo.
La sua Histoire admirable de la possession et conversion d'une penitente (1612) include una classificazione dei demoni che è entrata nell'uso comune nella letteratura esoterica.

## Biografia
Michaelis fu vice-inquisitore ad Avignone durante gli anni '80 del Cinquecento e fu coinvolto in numerosi processi per stregoneria: una serie di casi nel 1581 e nel 1582 portarono alla condanna e al rogo di almeno quattordici donne. Nel 1587 pubblicò un trattato sui demoni intitolato Pneumologie: Discours des esprits . Nel 1610 fu priore della comunità domenicana di Saint-Maxim, vicino ad Aix-en-Provence.

## Possessioni demoniache di Aix-en-Provence
Nel 1610 Michaelis venne coinvolto in un caso di possessione demoniaca presso il convento delle Orsoline di Aix-en-Provence. Tutto cominciò quando Jean-Baptiste Romillon "diagnosticò" che una delle suore, una giovane ragazza di nobili origini di Marsiglia di nome Madeleine Demandols de la Palud, era posseduta. Madeleine mosse accuse contro il suo confessore, padre Louis Gaufridy, parroco della parrocchia degli Acoules a Marsiglia. Affermava che Gaufridy l'aveva ammaliata sessualmente (il diavolo aveva reso il suo alito afrodisiaco) e l'aveva indotta alla stregoneria, facendo sì che il suo corpo fosse invaso da demoni che se ne sarebbero andati solo quando il prete si fosse convertito, fosse morto o fosse stato punito. Affermò che il suo principale "occupante" demoniaco era Belzebù. Non riuscendo a esorcizzarla, Romillon riferì il caso al territorio papale di Avignone e alla giurisdizione di Michaëlis. Un altro domenicano, Francois Doncieux (noto anche con il nome latinizzato Domptius), svolse il ruolo di investigatore capo insieme a Michaëlis.
Ben presto anche altre suore confessarono di essere possedute in modo simile; in molti casi i demoni le spingevano a tenere lunghi sermoni. Una suora, Louise Capeau Amira, affermò di parlare con la voce di un demone chiamato Verin (o Verrine) e il 27 dicembre 1610 annunciò l'arrivo dell'Apocalisse. Belzebù, parlando tramite Madeleine Demandols, sosteneva che in totale erano 6.660 i diavoli coinvolti nella possessione.
Gaufridy fu esaminato per il "marchio del diavolo" da Jacques Fontaine, professore di medicina all'Università di Aix, e quando all'inizio del 1611 furono trovati i marchi richiesti (Gaufridy affermò che gli erano stati fatti senza la sua conoscenza o il suo consenso) il sacerdote fu arrestato per ordine del Parlament di Aix. Confessò mentre era in prigione e l'11 aprile 1611 fu torturato pubblicamente e bruciato ad Aix-en-Provence.

## Histoire admirable de la possession d'une penitente
Michaëlis e Doncieux scrissero insieme un rapporto sul caso, Histoire admirable de la possession d'une penitente, dedicato alla regina reggente Maria de' Medici. Il libro contiene una gerarchia dettagliata dei diavoli nominati dalle suore; molti di questi demoni (che spesso hanno nomi francesi come Rosier o Oeillet) non compaiono in altre demonologie, ma l'estensione e l'ordinamento sistematico dell'elenco hanno portato alla sua ampia adozione nei circoli esoterici.
L'affare Gaufridy suscitò grande interesse pubblico e nel 1613 William Aspley pubblicò la traduzione inglese dell'opera di Michaëlis, The Admirable History of Possession and Conversion of a Penitent Woman: Seduced by a Magician that Made Her to Become a Witch (La traduzione, a cura di "W.B.", include anche Pneumology, or Discourse of Spirits ). Nello stesso anno, Michaëlis divenne vicario generale dell'ordine domenicano e fondò la nuova comunità di Parigi.

## Racconti successivi
Lo storico del diciannovesimo secolo Jules Michelet incluse un resoconto del caso di Aix in La Sorcière (1862). In quel libro, Gaufridy è chiamato "Gauffridi" e Doncieux come "Dottor Dompt, da Lovanio". La versione di Michelet sembra essere servita come fonte per molti resoconti successivi.